# 363
Năm 363 là một năm trong lịch Julius. 